# Dmitri Dmitrijewitsch Fjodorow
Dmitri Dmitrijewitsch Fjodorow (russisch Дмитрий Дмитриевич Фёдоров; * in Kungur (Gouvernement Perm); † 22. Februar 1922) war ein sowjetrussischer Flugzeugkonstrukteur.

## Leben
Er war der Sohn eines Volksschullehrers und besuchte die Realschule in Perm, wurde aber seiner Zugehörigkeit zu marxistischen Gruppen wegen exmatrikuliert. 1897 wurde er festgenommen und wegen Besitzes illegaler Literatur und Mitgliedschaft in einem marxistischen Kampfbund angeklagt. Er konnte flüchten, wurde jedoch wieder aufgegriffen und zu mehrjähriger Gefängnishaft verurteilt.
Nach seiner Entlassung ging er nach Deutschland und arbeitete dort ab 1906 als Konstrukteur in einem Flugzeugwerk. Bei Ausbruch des Ersten Weltkrieges ging er wieder zurück nach Russland und wurde Mitarbeiter in den Anatra-Werken von Odessa, die unter anderem die Anatra D, einen Aufklärungs-Doppeldecker, produzierten.
Einige Zeit nach der Oktoberrevolution erhielt er 1920 den Auftrag, einen Fernaufklärer zu entwickeln. Daraufhin entstanden die Entwürfe für die Fjodorow DF-1, einem Doppeldecker mit gepfeilten äußeren Flügeln. Dmitri Fjodorow konnte die Arbeiten jedoch nicht abschließen; er erkrankte schwer und verstarb im Februar 1922. Die DF-1 wurde jedoch noch vollendet und flog zwei Monate später.